# 공처가
《공처가》는 대한민국에서 제작된 김수용 감독의 1958년 영화이다. 장소팔 등이 주연으로 출연하였고 김보철 등이 제작에 참여하였다.

## 출연

### 주연
- 장소팔
- 백금녀
- 김영미
- 박응수
- 구봉서

### 조연
- 이은관
- 박옥초
- 정애란
- 송해천
- 고춘자
- 경윤수

## 기타
- 조명: 김영달
- 녹음: 최칠복
- 미술: 박남진